# Davies-Elliott-Meaburn-Katalog
Unter dem Titel The nebular complexes of the large and small Magellanic Clouds veröffentlichten R. D. Davies, K. H. Elliott und J. Meaburn im Jahr 1976 in den Memoirs of the Royal Astronomical Society eine photographische Durchmusterung von Nebelkomplexen der Großen und Kleinen Magellanschen Wolke im Hα und [N II]. Die Durchmusterung kann als Verfeinerung von derjenigen von Henize aus dem Jahr 1956 (Kürzel 'N') und zusammen mit dieser als wichtigste Durchmusterungen der Nebel der Magellanschen Wolken angesehen werden. Sie brachte zahlreiche neue neblige Objekte mit geringer Flächenhelligkeit zum Vorschein; bei einigen davon handelte es sich um Ausläufer von bereits durch Henizes Arbeit bekannten Objekten, bei anderen um gänzlich neue Nebel sowie Kandidaten für Supernova-Überreste. Auf die Objekte des Katalogs wird unter dem Kürzel DEM (abgeleitet von den Initialen der Autoren) Bezug genommen, gefolgt von einer Laufnummer, welcher der Buchstabe L für Objekte der Großen Magellanschen Wolke bzw. S für die der Kleinen Magellanschen Wolke vorangestellt wird.
Die Durchmusterung wurde mittels langzeitbelichteten Photoplatten vorgenommen, die am Siding Spring Observatory gewonnen wurden und insgesamt einen Himmelsabschnitt von rund 6 Quadratgrad abdecken. Der Katalog enthielt in seiner ursprünglichen Fassung von 1976 insgesamt 329 Objekte der Großen und 167 der Kleinen Magellanschen Wolke. Meaburny veröffentlichte 1986 (Young-star formation in the Magellanic H I bridge; Mon. Not. R. Astron. Soc. 223) eine Ergänzung um fünf Objekte, so dass die kleine Magellanschen Wolke heute 172 DEM-Objekte zählt.